# Йохан фон Зирсберг
Йохан фон Зирсберг (на немски: Johann von Siersberg, Ritter; * пр. 1284; † 1319) е рицар, благородник от Зирсберг в Херцогство Лотарингия, господар на замък Зирсбург/Зирсберг (в днешен Релинген-Зирсбург) на река Нид в Саарланд.

## Произход
Той е син на Арнолд фон Зирсберг († септември 1294) и съпругата му Елизабет († сл. 1266). Внук е на Алберт фон Зирсберг († 13 век) и на фон Сарверден и Киркел, внучка на граф Лудвиг I фон Сарверден († сл. 1200), дъщеря на граф Хайнрих I фон Сарверден-Киркел († 1242) и Ирментруд фон Боланден († сл. 1256).
Резиденцията на рода е замък Зирсбург (Зирсберг). Замъкът служи за контрол на корабоплаването и търговските пътища. Господарите фон Зирсберг са в персоналунион също господари на Дилинген от другата страна на река Саар. Дилинген тогава не е самостоятелно господство, а принадлежи към Зирсбург.

## Фамилия
Йохан фон Зирсберг се жени за Катерина де Тионвил († сл. 1299), дъщеря на Аубертин де Тионвил и Маргерите. Те имат две деца:
- Катарина фон Зирсберг († 1311), омъжена пр. 6 април 1300 г. за фогт Боемунд фон Хунолщайн († 7 януари 1334), господар на Цюш, син на фогт Хуго фон Хунолщайн († сл. 1294) и внук на Хуго фон Хунолщайн († сл. 1239)
- Арнолд фон Зирсберг-Дилинген († 6 юни 1345), господар на Дилинген, женен I. 1319 г. за Бинцела фон Рандек († сл. 1331), II. сл. 1331 г. за Катарина фон Хунолщайн († 11 октомври 1363), дъщеря на Йохан фон Хунолщайн († 1328) и Елизабет фон Бланкенхайм († 1324)